# 借地権
借地権（しゃくちけん）とは、借地借家法上の概念で、建物の所有を目的とする地上権または土地賃借権をいう（借地借家法2条1号）。なお、借地権の付着した土地の所有権は底地と呼ばれる。

## 概要
借地権の価格は、法的側面、経済的側面双方からの借地人に帰属する経済的利益に基づく。
法的側面とは、土地を長期間占有し独占的に使用収益できる借地人の安定的利益が中心となる（日本の場合の詳細については借地借家法を参照されたい）。経済的側面とは、借地権の付着している土地の適正賃料と実際支払賃料との乖離（賃料差額）及びその乖離の持続する期間を基礎にして成り立つ経済的利益の現在価値のうち、慣行的に取引の対象となっている部分が中心となる。

## 借地権の価格
借地権の価格は、この借地人に帰属する経済的利益に着目した有効需要が発生し、市場における借地権の売買が一般化し、慣行化していくことによって形成される。
なお、借地権の価格と底地の価格は相互に関連しあっているが、実際には、必ずしも「借地権価格+底地価格=土地価格」とはならない。借地権と底地が同一所有人となった場合、価値の増分があることがあり、借地権と底地が異なる所有人となった場合には、価値の目減り分が生ずるからである。
日本の場合、借地権価格の完全所有権としての土地価格に対する割合を「借地権割合」と呼び、国税庁は相続税等の課税目的から、各地において定めて公表している。

## 自己借地権
自己所有の建物のために土地利用権を設定できる（自己を借地人とする）借地権で、民法上は混同の規定に反するため認められないが、借地借家法では他者とともに借地権を有する場合に限り認められる（借地借家法15条）。
また、自己借地権設定者となりうる者は土地所有者のみに限られない。借地権を有するものが自己と他者を転借地権者として建物を所有する場合などには、借地権者が自己借地権設定者となり自己借地権を有することとなる。

## 定期借地権
「定期借地権」および「借地借家法#定期借地権」を参照